# Битва під Торчеськом (1235)
Битва під Торчеськом — важливий епізод міжусобної війни в Південній Русі 30-х років XIII ст. У травні 1235 року великий київський князь Володимир Рюрикович і галицько-волинський князь Данило Галицький були перестріті вишгородським князем Ізяславом і половцями біля міста Торчеська на Пороссі та розбиті. Данило відступив, а Володимир потрапив у половецький полон, його разом із жінкою видали торчеські бояри. В полон також потрапив і володимирський воєвода Данила Романовича, Мирослав.
Внаслідок успішної перемоги Ізяслав сів з допомогою половців у Києві, а його союзник, чернігівський князь Михайло Всеволодович розвиваючи успіх вирушив на південно-західну Русь та вокняжився у Галичі.